# Lorenzo Ricci
Lorenzo Ricci (Florencia, 2 de agosto de 1703-Roma, 24 de noviembre de 1775) fue el décimo octavo Prepósito general de la Compañía de Jesús y el último antes de la supresión de esta congregación religiosa en 1773. 
Estudió con los jesuitas en el Collegio Cicognini de Prato. Entró con los jesuitas en 1718 en Roma. Allí estudió Filosofía y Humanidades. Luego fue profesor de Retórica en Siena (1725-1731). 
Tras ser ordenado sacerdote, fue nombrado profesor de teología en el Collegio Romano, cargo que desempeñó hasta 1755. Luego fue secretario del padre Luigi Centurione, padre general de la orden. 
En mayo de 1758 fue elegido nuevo general de la Compañía de Jesús en la Congregación General 19. Le tocó desde entonces afrontar de lleno la difícil situación de los jesuitas en varios reinos de Europa. Algunas semanas después, el cardenal Carlo della Torre di Rezzonico era elegido papa y tomaba el nombre de Clemente XIII. Su apoyo al padre Ricci en ese momento fue importante y se reflejó especialmente en el breve Apostolicum pascendi con que responde a las quejas del P. Ricci por la visita de los cardenales Saldanha (Patriarca de Lisboa) y Atalaya en Portugal. Además le aconsejó que fuera «silencioso, paciente y piadoso», consejos que Ricci tomó como líneas guía de todo su programa ante la sucesión de expulsiones que comenzaron por esos años contra los miembros de la Compañía (Portugal, Francia, España, Nápoles y Parma). Sin embargo, se opuso tenazmente junto con Clemente XIII a permitir la creación de un instituto autónomo de jesuitas en Francia, que permitiera la continuidad a condición de liberarla de su obediencia a Roma. De ahí que la frase Sint ut sunt aut non sint (sean como son, o que no sean) le fuera adjudicada tanto a uno como a otro, cuando fue pronunciada más bien por el Papa. 
Con la muerte de Clemente XIII y la llegada de su sucesor, Clemente XIV, las presiones para la supresión de la Compañía se hicieron más fuertes. El 16 de agosto de 1773, el papa firmó el breve Dominus ac Redemptor que significó el fin de la orden. El P. Ricci y sus consejeros fueron arrestados y llevados al Colegio inglés y luego al Castillo de Sant'Angelo el 23 de septiembre de ese año. Clemente XIV lo mantuvo en la cárcel y sin poder celebrar la misa a pesar de su edad, según indicó, por «razones de seguridad».
El siguiente papa, Pío VI, buscó liberarlo, pero el P. Ricci falleció. Cinco días antes de morir afirmó su inocencia junto con la de la Orden. Su funeral se celebró en la iglesia de San Juan de los Florentinos aunque luego fue sepultado en la Iglesia del Gesù.